# Colibrí d'Abeillé
El colibrí d'Abeillé(Abeillia abeillei) és una espècie d'ocell de la subfamília dels troquilins (Trochilinae) dins la família dels troquílids (Trochilidae) i única espècie del gènere Abeillia Bonaparte, 1850.

## Hàbitat i distribució
Viu en selves tropicals i subtropicals, i zones antany boscoses, actualment degradades, a Belize, El Salvador, Guatemala, Hondures, Mèxic i Nicaragua.

## Descripció
- Fa 75 mm de llargària.
- El seu nom en anglès, "Emerald-chinned Hummingbird" (Colibrí de barbeta maragda), fa referència a la gola del mascle de l'espècie, que té a més el pit negrós.
- La femella és grisa per sota.
- Tots dos sexes tenen el bec curt i la cua negra verdosa.

## Taxonomia
S'inclou a la subfamília Trochilinae, i se n'han descrit dues subespècies:
- Abeillia abeillei abeillei. Des del sud-est de Mèxic fins al nord d'Hondures.
- Abeillia abeillei aurea. Des del sude d'Hondures fins al nord de Nicaragua